# Jacques Masdeu-Arus
Pour les articles homonymes, voir Masdeu et Arus.
Jacques Masdeu-Arus, né le 7 août 1942 dans le 12e arrondissement de Paris et mort le 4 novembre 2018 à Cannes, est un homme politique français.

## Biographie
Ingénieur de profession travaillant à Peugeot, il devient conseiller municipal de Poissy en novembre 1981, lors du mandat de Joseph Trehel (PCF), à qui il succède au fauteuil de maire après les élections municipales de 1983, à l'instar d'autres jeunes candidats de droite qui l'emportent face à la gauche dans plusieurs grandes villes durant la décennie. Sa campagne électorale est financée par l'homme d'affaires Michel Delfau. Entre 1982 et 1988, il est également conseiller général des Yvelines.
Comme maire de Poissy, il modernise le quartier Saint-Exupéry, rénove la place de la République et fait prendre à la ville un virage économique vers le secteur tertiaire.
Suppléant du député Robert Wagner, il lui succède après son décès en avril 1988. En juin de la même année, il est reconduit à ce poste, vainqueur des élections législatives. Il est député RPR puis UMP de la 12e circonscription des Yvelines jusqu'au 6 août 2009, date de sa déchéance par le Conseil constitutionnel.
En 2006, il cosigne et apporte son soutien au Manifeste contre l'homoparentalité, défendant l'idée que l'homosexualité serait un choix, mené par une entente UMP et UDF.
Le mandat municipal de Jacques Masdeu-Arus est marqué par sa volonté de détruire le quartier de la Coudraie, suscitant la réprobation des habitants. Le quartier fait finalement l'objet d'une rénovation urbaine conduite par l'équipe municipale qui lui succéde.
Jacques Masdeu-Arus souhaite au début des années 2000 implanter un centre commercial sur 30 hectares de surface agricole au lieu dit les Terrasses de Poncy. Le projet risquant de compromettre les équilibres commerciaux locaux et mal perçu par les élus, jusque dans les rangs de l'UMP, ne verra jamais le jour,.
Le 16 mars 2008, il est battu au second tour des élections municipales par la liste d'union PS/MoDem conduite par Frédérik Bernard, qui lui succède au poste de maire de Poissy. Lors de la campagne municipale de 2014, il apporte publiquement son soutien au candidat UMP Karl Olive, qui l'emporte.

### Intégrité publique
Dans le cadre de l'affaire Bédier, Jacques Masdeu-Arus a été condamné en première instance le 12 décembre 2006 à deux ans de prison avec sursis, 150 000 euros d'amende, cinq ans de privation des droits civiques et dix ans d'inéligibilité pour corruption passive et recel d'abus de biens sociaux. Son ancien premier adjoint, Gilles Forray, a été condamné à trois ans de prison avec sursis.
En vertu de l'effet suspensif de leur appel à cette décision de justice, Jacques Masdeu-Arus a été investi par l'UMP pour les élections législatives de 2007 et réélu député au second tour du 17 juin.
La cour d'appel de Paris, après l'audience du 2 au 4 avril 2008, confirme leurs peines à l'exception des amendes, divisées par deux de 150 000 à 75 000 euros.
Le 20 mai 2009, la Cour de cassation rejette leurs pourvois, rendant les condamnations définitives. Si Gilles Forray démissionne alors de son mandat de conseiller général, Jacques Masdeu-Arus reste député des Yvelines et conseiller municipal d'opposition.
Le 6 août 2009, le Conseil constitutionnel prononce sa déchéance de son mandat dans sa décision n°2009-20 D. Une élection législative partielle est donc organisée les 11 et 18 octobre 2009, gagnée par David Douillet ; Fatiha El Masaoudi, suivante sur la liste Union pour Poissy, le remplace en septembre au conseil municipal. Jacques Masdeu-Arus se retire définitivement de la vie politique. Il meurt le 4 novembre 2018 des suites de la maladie d'Alzheimer.

## Synthèse des mandats
- 22 novembre 1981 - 13 mars 1983 : conseiller municipal de Poissy
- 26 mars 1982 - 14 avril 1988 : conseiller général des Yvelines
- 14 mars 1983 - 17 mars 2008 : maire de Poissy
- 5 avril 1988 - 14 mai 1988 : député des Yvelines dans la VIIIe législature (en remplacement de Robert Wagner, décédé en cours de mandat)
- 13 juin 1988 - 6 août 2009 : député de la 12e circonscription des Yvelines dans les IXe, Xe, XIe, XIIe et XIIIe législatures
- 17 mars 2008 - 6 août 2009 : conseiller municipal d'opposition de Poissy